# یوال
یوال (به انگلیسی: Ewell) یک شهرک در بریتانیا است که در انگلستان واقع شده‌است. یوال ۱۴٫۰۹ کیلومتر مربع مساحت و ۳۴٬۸۷۲ نفر جمعیت دارد.